# Delphine de Vigan

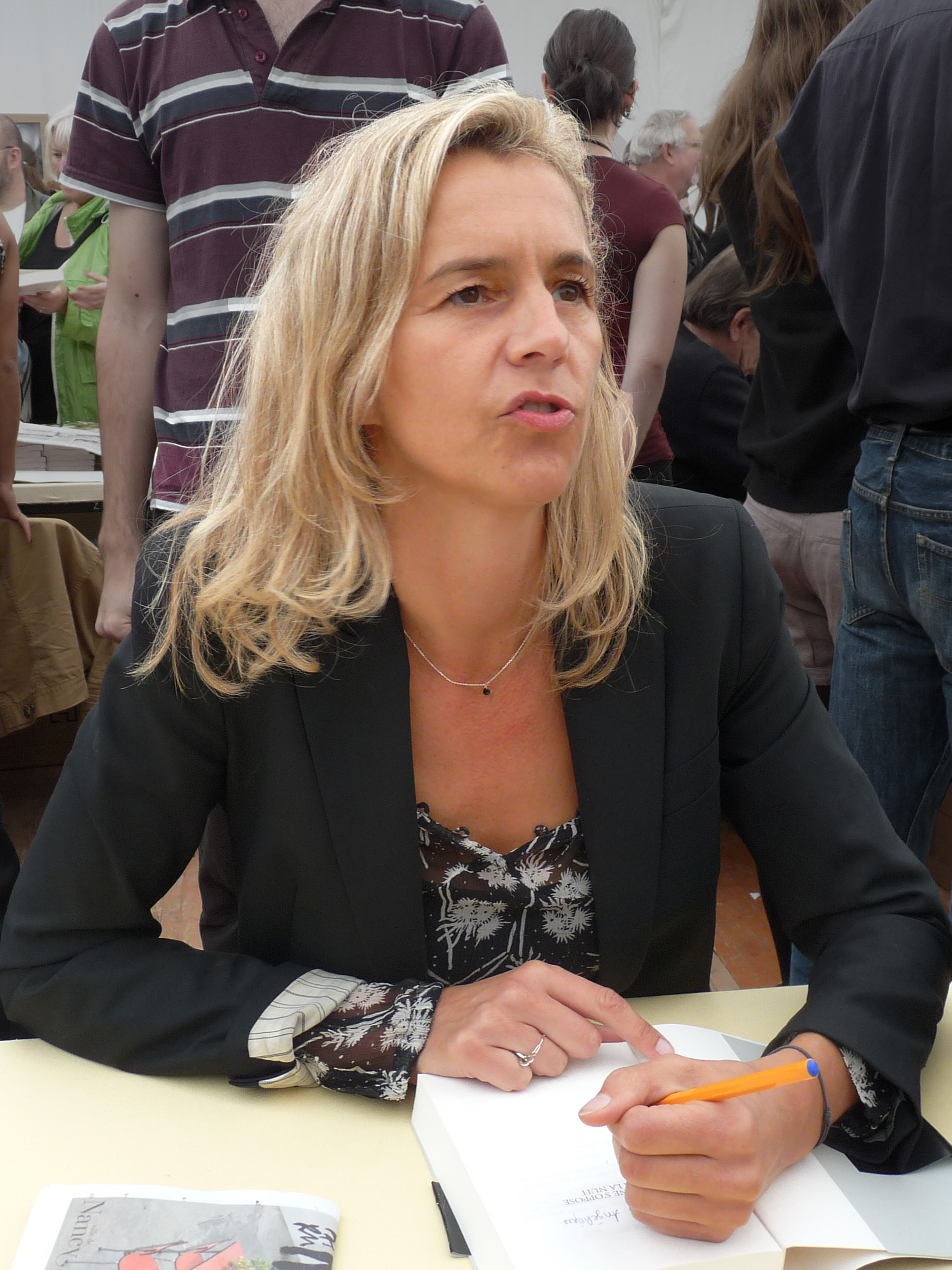
Delphine de Vigan, 2011.

Delphine de Vigan (Boulogne-Billancourt, 1 maart 1966) is een Frans romanschrijfster. De meeste van haar werken hebben een sterk autobiografisch karakter.

## Leven en werk
De Vigan is moeder van een zoon en dochter, had een baan, en begon aanvankelijk met schrijven in de avonduren. In 2001 publiceerde ze onder het pseudoniem Louis Delvig haar eerste roman Jours sans faim, over haar eigen gevecht als negentienjarige tegen anorexia nervosa. Na de korte roman Les Jolis Garçons (2005), over drie vroegere liefdesavonturen, had ze succes met Un soir de décembre (2006), waarmee ze de Prix littéraire Saint-Valentin won. Haar grote doorbraak kwam met het later succesvol verfilmde No et moi (2007) over een hoogbegaafd dertienjarig meisje dat vriendschap sluit met een dakloze jonge vrouw. Voor dat laatste boek kreeg ze de Prix des libraires.
Na Les heures souterraines (2010), dat genomineerd werd door de Prix Goncourt, verscheen De Vigans tot dusver bekendste roman, Rien ne s'oppose à la nuit (2011). In dit autobiografische relaas gaat ze op zoek naar het verhaal van haar moeder die op 61-jarige leeftijd zelfmoord pleegde. De roman werd onderscheiden met de Prix du roman FNAC en de Prix Renaudots des lycéens. Ook de Nederlandse vertaling Niets weerstaat de nacht behaalde hoge verkoopcijfers.
Behalve Rien ne s'oppose à la nuit werden eveneens De Vigans romans Jours sans faim, No et moi en het autobiografische D'après une histoire vraie in het Nederlands vertaald.

### Romans
- 2001 Jours sans faim. (Gepubliceerd onder het pseudeniem Lou Delvig). Nederlandse vertaling: Dagen zonder honger. Vertaald door Geertrui Marks en Lia Tuijtelaars. De Geus, 2015
- 2005 Les Jolis Garçons
- 2005 Un soir de décembre
- 2007 No et moi, Nederlandse vertaling: No en ik. Vertaald door Djamila Bekkour. Uitgeverij  Mouria, 2009.
- 2008 Sous le manteau (bijdrage)
- 2009 Les Heures souterraines
- 2011 Rien ne s'oppose à la nuit. Nederlandse vertaling: Niets weerstaat de nacht. Vertaald door Jan Versteeg. De Geus, 2014
- 2015 D'après une histoire vraie, Nederlandse vertaling: Het ware verhaal van haar en mij. Vertaald door Floor Borsboom en Eef Gratama. De Geus, 2016
- 2018 Les Loyautés, Nederlandse vertaling: Verborgen verbintenissen. Vertaald door Floor Borsboom en Eef Gratama. De Geus, 2019
- 2019 Les Gratitudes, Nederlandse vertaling: Dankbaarheid. Vertaald door Floor Borsboom. De Geus, 2021.
- 2021 Les enfants sont rois, Nederlandse vertaling: De kinderen zijn koning. Vertaald door Floor Borsboom. De Geus, 2023

### Scenario
- Tu seras mon fils (2011)

## Verfilmingen
- In 2010 werd de Franse film No et moi uitgebracht door Zabou Breitman, gebaseerd op de roman No en ik.
- In 2017 werd haar boek Het ware verhaal van haar en mij verfilmd door Roman Polański onder de titel D'après une histoire vraie, met Emmanuelle Seigner in de rol van Delphine de Vigan.